# Heterogaster sundgoviensis
Espèce
Heterogaster sundgoviensis est une espèce fossile de punaises de la famille des Heterogastridae, dans le genre Heterogaster.

## Classification
L'espèce Heterogaster sundgoviensis est décrite en 1937 par le paléontologue français Nicolas Théobald (1903-1981) dans sa thèse,. 

### Fossiles
L'holotype, référencé R19, de l'ère Cénozoïque et de l'époque Oligocène (33,9 à 23,03 Ma), fait partie de la collection Mieg du musée de Bâle en Suisse et vient du gisement de Kleinkembs (mine de sel).

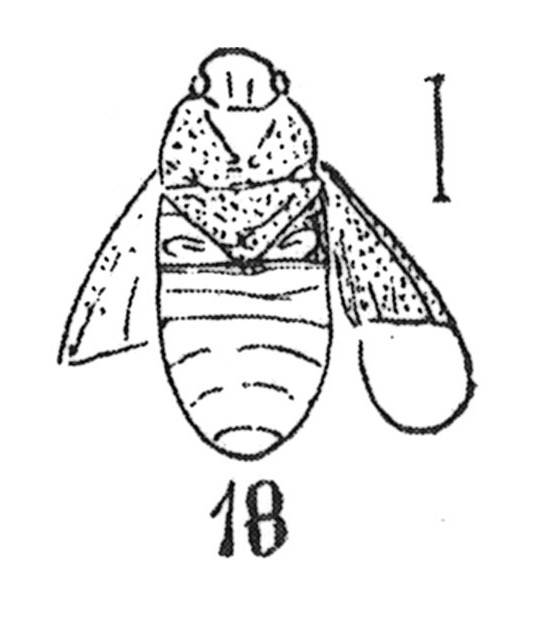
Heterogaster sundgoviensis 1937 N. TH. éch Bt38a, X4; p. 258 Hémiptères du Sannoisien de Brunnstatt.

Il y a aussi deux cotypes de Brunnstatt référencés Bt38 et Bt38a , avec une taille légèrement supérieure de 4,5 mm

### Famille
En 1937, cette espèce a été classée dans la famille des Lygaeidae.
Les Heterogastrinae seront élevés au rang de famille à part entière, les Heterogastridae en 1997 par l'entomologiste américain Thomas J. Henry (d).

### Étymologie
L'épithète spécifique sundgoviensis rappelle la région naturelle Sundgau situé dans le Sud de la collectivité européenne d'Alsace (région Grand-Est) plus connu sous l'appellation Sud-Alsace.

## Description

### Caractères
La diagnose de Nicolas Théobald en 1937, : 

« Insecte de petite taille, corps allongé, teinte brune. Tête grosse, en forme de cône légèrement convexe à l'arrière, bords latéraux courbes ; deux yeux arrondis dans les angles postérieurs ; deux antennes formées de quatre articles, le premier ne dépassant pas la tête, le dernier légèrement renflé. Pronotum plus large que long; bords latéraux convexes ; les bords antérieur et postérieur sont légèrement échancrés ; scutellum large et court ; surface du pronotum, du scutellum et de la tête ornée de ponctuations fines et serrées. On voit les hanches II et III et des restes de pattes. Pattes non renflées, assez courtes. Abdomen presque cylindrique, brusquement rétréci en pointe à l'extrémité. Élytre gauche encore visible ; la corie porte de fines ponctuations. ».

### Dimensions
La longueur totale est de 3,5 mm.

### Affinités
« Cet insecte est identique à celui décrit par Förster sous le nom de Heterogaster troglodytes Heer. En réalité il ne peut s'agir de cette espèce, qui est de taille plus grande et de forme plus élancée. C'est pourquoi nous l'avons décrite sous un nom nouveau. ».

## Galerie
- Quelques espèces vivantes du genre Heterogaster.
- Heterogaster affinis, Italie.
- Heterogaster artemisiae, France.
- Heterogaster behrensii, Californie.
- Heterogaster canariensis, île de La Palma, Canaries
- Heterogaster cathariae, Albanie
- Heterogaster urticae, Italie.
- Accouplements d'H. urticae sur ortie.

### Publication originale
- [1937] Nicolas Théobald, « Les insectes fossiles des terrains oligocènes de France 473 p., 17 fig., 7 cartes,13 tables, 29 planches hors texte », Bulletin Mensuel de la Société des Sciences de Nancy et Mémoires de la Société des sciences de Nancy, Imprimerie G. Thomas,‎ 1937, p. 1-473 (ISSN 1155-1119 et 2263-6439, OCLC 786027547). .